# Gamma (агентство)
Гамма (Gamma,Gamma Press Images) — одно из крупнейших международных информационно-новостных фотоагентств мира и Франции, созданное в 1966 году французским фотографом и будущим режиссёром документального кино Раймоном Депардоном, а также Жаном Латте. В августе 2009 года объявило о своем банкротстве, став жертвой мирового финансового кризиса

## История
Основано в Париже под названием Gamma Presse Images. В разные годы в нём работали такие известные французские и европейские мастера фоторепортажа как Уильям Карел, Жорж Мериллон, Франсуаза Демюльдер, Эмануэле Скорчеллетти, Жиль Карон, Мишель Лоран, Катрин Лерой, Жан-Клод Франколон, Даниэль Симон, Ноэль Куиду, Франсуа Лошон, Rafael Wollman и Арно де Вильденберг, Паскаль Мэтр, Себастьян Сальгадо, создававшие фотоистории на социальную и общественно-политическую тематику для газет и журналов. Репортеры «Гаммы» освещали этнический конфликт в Косово, войну в Чечне и практически все крупные локальные военные конфликты, происходившие в мире в 1970-е, 1980-е и 1990-е годы.
Агентство входило в ведущую «тройку» французских фотожурналистских агентств, наряду с Sipa Press и Sygma.
В 1970 году Раймон Депардон, Жиль Карон и ряд других фотографов агентства были арестованы в Чаде. Вскоре после освобождения 4 апреля 1970 года 30-летний Карон бесследно пропал в Камбодже.
В 1974 году Депардон с группой других фотографов «Gamma» освещал события в Чили. Их работа была отмечена золотой медалью имени Роберта Капы, учрежденной пресс-клубом США . Фотографии сделанные в 1975—1977 годах в Чаде принесли Депардону Пулитцеровскую премию.
В 1976 году фотограф агентства Катрин Лерой получает Золотую медаль имени Роберта Капы за освещение боёв в Бейруте.
В 1990-е главным редактором агентства был известный французский журналист Дидье Контант. В 2004 году, к тому времени уже покинув свой пост, он погиб при странном стечении обстоятельств, выпав из окна здания в Париже сразу же после возвращения из Алжира, где расследовал убийство семерых французских монахов Ордена атраппистов, произошедшее в 1996 году
Gamma открыла свой сайт, на котором первоначально было размещено более 50 000 фотографий.
В конце 1990-х годов владельцем компании стала крупнейшая французская медиагруппа Hachette Filipacchi Médias. Однако, в связи с падением тиражей печатных СМИ, из прибыльного проекта, Gamma превратилась в убыточный. Чистые убытки составили 20 млн франков в 2002 году 6 млн евро в 2005 году, 20 миллионов в 2006 году, после чего медиагруппа решила продать агентство новым владельцам.
В 2006 году Gamma приобрела группа Green Recovery, после чего некоторое время агентство просуществовало под названием Eyedea. Новые собственники уволили 40 из 110 сотрудников Gamma, в агентстве продолжали работать 18 штатных фотографов.
В 2007 году в числе первых шести зарубежных агентств (наряду с Reuters и РИА «Новости») получило право на распространение информационных материалов на территории Китая
Репортажи Gamma публиковали ведущие мировые издания. В России — журналы «Итоги», «Русский Newsweek», «КоммерсантЪ Деньги», «Русский репортёр» и многие другие. Работы фотографов размещали известные галереи, они зачастую занимали призовые места на журналистских конкурсах, включая престижный World Press Photo

## Банкротство
23 июля 2009 года агентство официально объявило о своем банкротстве и направило в суд петицию о защите от кредиторов. В первом полугодии 2009 года убытки «Гаммы» составили 4.2 миллиона долларов На этот момент в компании работало 56 человек, из них 14 — фотографы. Журналист агентства «Рейтер» видит одной из причин закрытия «Гаммы» мировой финансовый кризис.
Эксперты сходятся в оценке что «Гамма» была вытеснена с рынка агентствами, ныне доминирующими на нём и предлагающими свою продукцию по недорогой ежемесячной подписке (к примеру, «Ассошиэйтед пресс», «Рейтер») или Франс Пресс, которое напрямую дотируется государством, а также стоковыми фотобанками, продающими любительские фотографии по 2 или 3 доллара за штуку, которые стали охотно приобретаться для иллюстраций печатными СМИ, испытывающими падение тиражей и недостаток в финансировании в связи с экономическим кризисом. Эксклюзивные фотографии высокого технического качества, сделанные при помощи цифровых фотокамер любителями, зачастую появляются в сети интернет уже через несколько минут после начала событий и выкладываются их авторами, к примеру, в своих блогах совершенно бесплатно, а затем их перепечатывают СМИ.
Оливия Риант, официальный представитель «Гамма», комментируя банкротство компании заявила: 
Проблема в том что новостной фотожурналистики в прежнем виде больше не существует. Мы тянули как могли, но наша бизнес-модель больше не работает, она нежизнеспособна и без серьёзных изменений она больше не будет работать дальше

Президент международного фестиваля фотожурналистики в Перпиньяне Жан-Франсуа Леруа в августе 2009 года, анализируя финансовый крах «Гаммы», заметил: 
Двадцать лет назад фотожурналист имел возможность неплохо зарабатывать на жизнь своими фотографиями. Сегодня массмедиа в меньшей степени интересуют серьёзные журналистские фотоистории, требующие больших затрат времени и средств
28 августа 2009 года агентство объявило об увольнении с 16 сентября большинства из своих 52 сотрудников, включая 13 оставшихся штатных фотографов
1 сентября 2009 года бывший руководитель журнала Paris Match Ален Женеста так прокомментировал банкротство агентства:
Это печально. Это трагедия. Это было одно из лучших мест, где рождались легендарные фотожурналисты. Но вместо того чтобы оплакивать "Гамму" и предаваться ностальгии, мы должны признать, что в фотографии, как и в жизни все меняется
По состоянию на сентябрь 2009 года, проблемы у агентства сохранялись, был отвергнут план реструктуризации агентства, подразумевающий увольнение большей части персонала.
С декабря 2009 года перестал функционировать официальный интернет-сайт агентства www.gamma.fr и его зеркало www.gamma-presse.com
26 января 2010 года было объявлено о банкротстве компании Eyedea, частью которой была «Гамма», а также несколько других известных фотоагентств: Rapho, Hoa-Qui, Jacana, Explorer, Top, Keystone и Stills. 65 сотрудников перестали получать зарплату, их служебные мобильные телефоны были отключены

## Фильмы об агентстве
- В 1981 году вышел документальный фильм Раймона Депардона «Reporters» («Репортеры») о работе фоторепортеров агентства «Гамма», освещавших предвыборную кампанию будущего президента Франции Франсуа Миттерана[24].